# Mind Games (sång)
Mind Games är en sång av John Lennon, utgiven 1973 på albumet Mind Games. Ursprungligen hette låten "Make Love Not War" och påbörjades 1969 under Get Back Sessions med Beatles. Den ursprungliga demoversionen av "Make Love Not War" finns på John Lennon Anthology.